# Salgótarján
Salgótarján [ˈʃɒlgoːtɒrjaːn] (deutsch selten Schalgotarjan/Schalgau, slowakisch Šalgov-Tarjany/Šalgotarján) ist Komitatssitz von Nógrád und liegt in Nordungarn, sieben Kilometer südlich der slowakischen Grenze. Die Stadt hat Komitatsrecht.

## Ursprung des Namens
Der Name Salgótarján entstand durch die Verschmelzung von Salgó und Tarján. Salgó nennt sich die nahe liegende Burg; salgó heißt auf altungarisch „glänzend“.
Tarján war Fürst der einsiedelnden Magyaren, und der Name selbst bedeutet (altung.) „Fürst“.

## Stadtteile und Wohngebiete

### Stadtteile (városrészek)
| Stadtteil      | Postleitzahl | Eingemeindet | Bemerkungen                            |
| -------------- | ------------ | ------------ | -------------------------------------- |
| Baglyasalja    | 3102         | 1950         | -                                      |
| Idegér         | 3100         | 1950         | -                                      |
| Salgóbánya     | 3109         | 1955         | -                                      |
| Somoskő        | 3100         | 1977         | -                                      |
| Somoskőújfalu  | 3121         | 1977         | Seit 2006 wieder selbständige Gemeinde |
| Zagyvapálfalva | 3104         | 1961         | -                                      |
| Zagyvaróna     | 3141         | 1973         | -                                      |

### Wohngebiete (lakótelepek)
| Name                | Bauzeit   |
| ------------------- | --------- |
| Kemerovó-lakótelep  | 1969–1970 |
| Beszterce-lakótelep | 1965–1980 |
| Gorkij-lakótelep    | 1970–1974 |
| Napsugár-lakótelep  | 1978      |

## Geschichte
Die Ortschaft existierte schon im Mittelalter, es gibt aber kaum Angaben. Vermutlich war die Siedlung damals ein kleines Dorf, beziehungsweise zwei kleine Dörfer, Salgó und Tarján.
Die Burg Salgó (über die Sándor Petőfi ein Poem schrieb) wurde im 13. Jahrhundert gebaut. Auch die erste Kirche stammt aus dem 13. Jahrhundert.
Die erste Erwähnung war kenyeretlen Tarján  (dt. „brotloses Tarján“). Das ist wahrscheinlich ein Hinweis auf die damaligen ärmlichen Verhältnisse.
Im 17. Jahrhundert hatte das Dorf schon 247 Einwohner, doch nach der Belagerung der Burg Fülek 1682 wurden die Siedlungen völlig entvölkert. Tarján blieb zehn Jahre unbewohnt. Die Bewohner kehrten dann nur langsam zurück. Die Ortschaft blieb für lange Zeit ohne Bedeutung.
1850 wurde Braunkohle in der Nähe des Dorfes gefunden. Durch den beginnenden Bergbau wurde die Ortschaft wichtiger und entwickelte sich rasant. Eine Reihe neuer Fabriken und Unternehmen wurden gegründet, so zum Beispiel 1860 die Salgótarjáni Kőszénbánya Rt. (Salgótarján Braunkohle AG), die damals eines der bedeutendsten Unternehmen in Ungarn war. Durch den  Zusammenschluss zweier Unternehmen entstand 1881 die Rimamurány-Salgótarjáni Vasmű Rt. (Eisenwerk Rimamurány-Salgótarján AG), welche damals das zweitgrößte Unternehmen der Stahlindustrie des Landes war.
Durch die neuen Fabriken kamen viele Arbeiter in die Stadt. Dadurch haben sich die ethnischen Verhältnisse der Stadt verändert.
Im Jahr 1913 gab es in der damaligen Großgemeinde 1085 Häuser und 13.746 Einwohner auf einer Fläche von 5025 Katastraljochen. Sie gehörte zu dieser Zeit zum Bezirk Fülek im Komitat Nógrád.
1922 wurde Salgótarján zur Stadt erhoben. Der erste Bürgermeister hieß Dr. Kálmán Förster.
1950 zog der Sitz des Komitats Nógrád von Balassagyarmat nach Salgótarján. Noch im selben Jahr wurde Baglyasalja eingemeindet, später ebenso Zagyvapálfalva (1961), Zagyvaróna (1973), Somoskő und Somoskőújfalu (1977).
Durch ein Referendum am 4. September 2004 in Somoskőújfalú wurde dieser Ort 2006 wieder selbständig.
1994 bekam Salgótarján das Komitatsrecht.

## Städtepartnerschaften
| Slowakei               | Banská Bystrica, Slowakei         |
| Polen                  | Gliwice, Polen                    |
| Slowakei               | Lučenec, Slowakei                 |
| Finnland               | Vantaa, Finnland                  |
| Italien                | Vigarano Mainarda, Italien        |
| Vereinigtes Konigreich | Doncaster, Vereinigtes Königreich |
| Schweden               | Nacka, Schweden                   |
| Frankreich             | Valenciennes, Frankreich          |
| Russland               | Kemerowo, Russland                |

## Wirtschaft
In der Wirtschaft der Stadt hat Grubenbau für lange Zeit eine äußerst wichtige Rolle gespielt. Diese Situation änderte sich am Anfang der 1970er Jahre. Seitdem sind Maschinenbau und Leichtindustrie vorherrschend. Die Stahlherstellung, die in der Stadt eine 100-jährige Tradition hat, ist praktisch völlig verschwunden.
Glasproduktion war auch ein wichtiger Industriezweig der Stadt, doch am Anfang der 1990er Jahre sind die meisten Betriebe geschlossen worden.
In der Stadt ist zurzeit ein Industriepark zu finden.

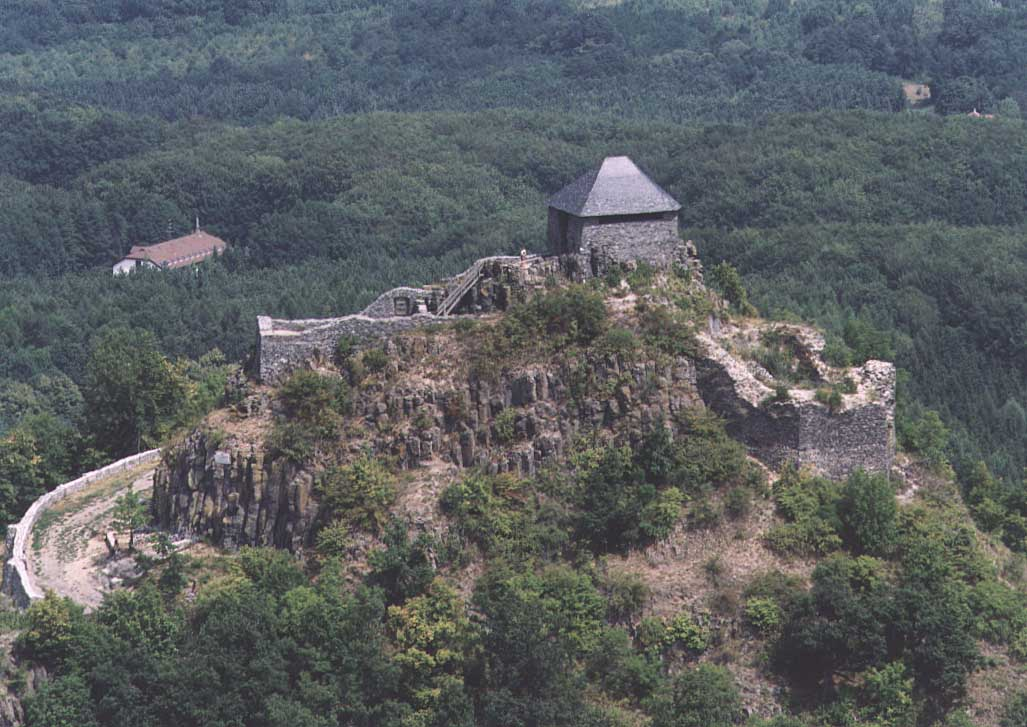
Die Burg Salgó
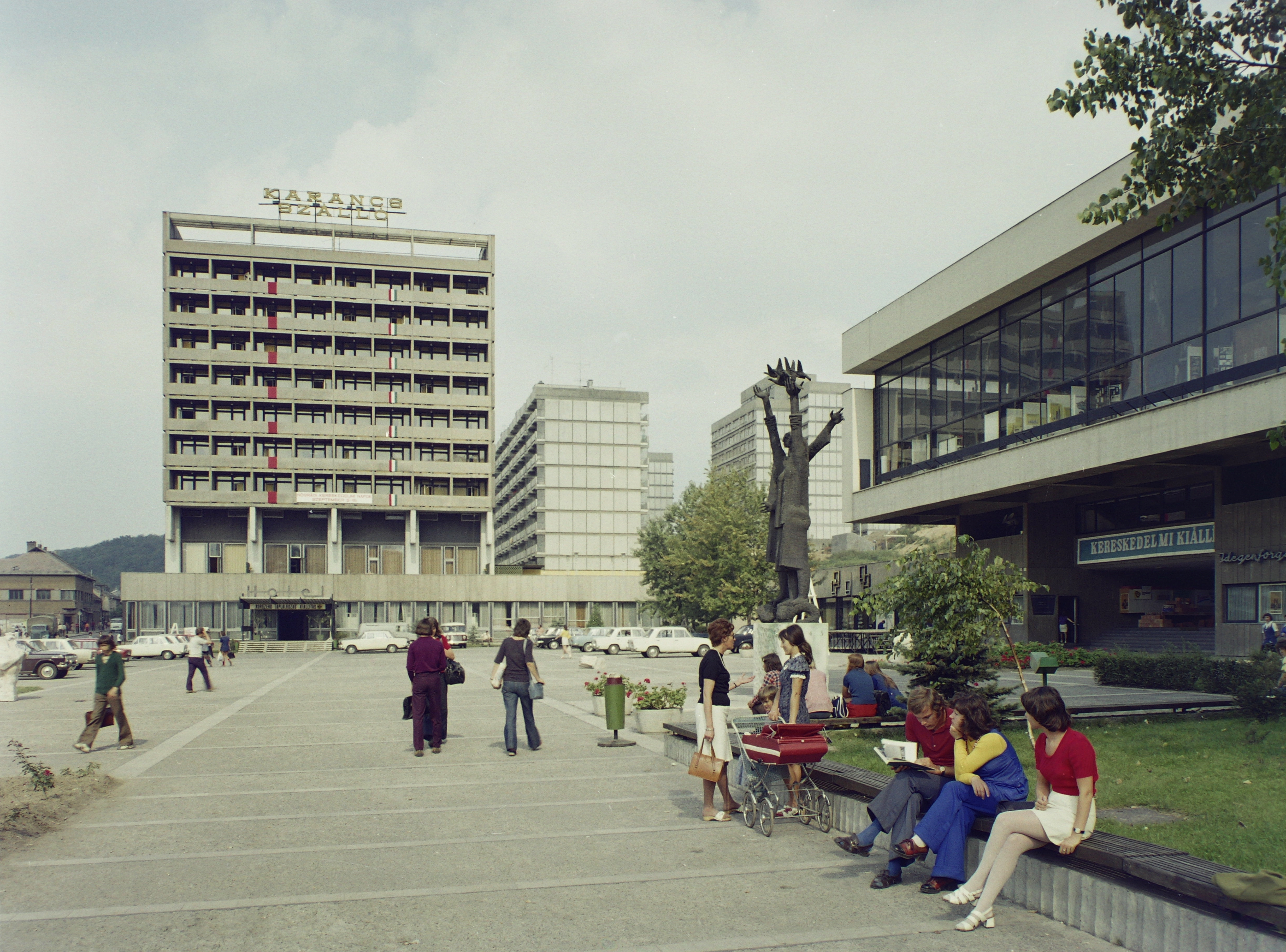
Innenstadt, Blick auf Hotel Karancs (1978)
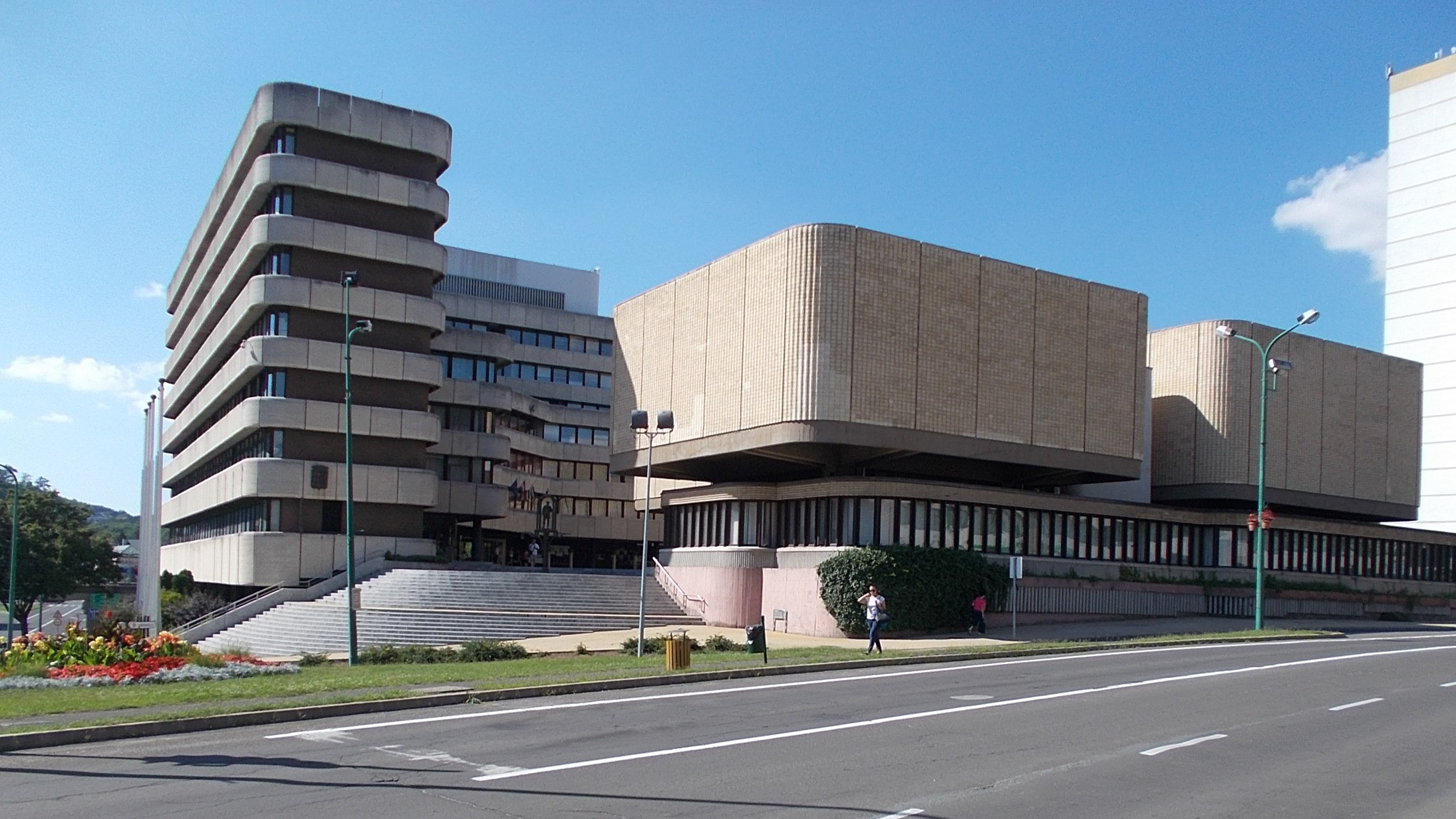
Rathaus und Béla -Dornyay-Museum (rechts)
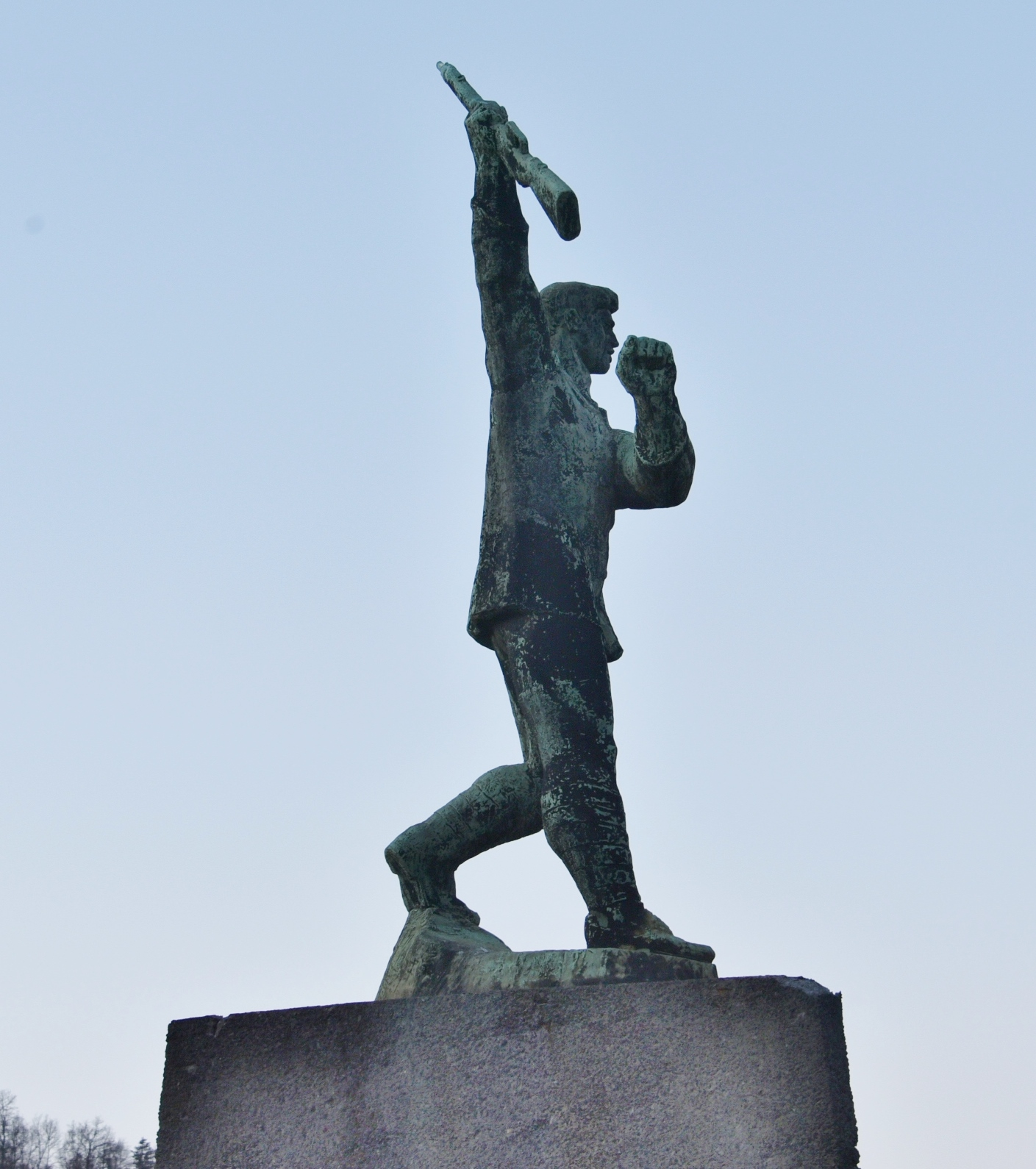
Denkmal des Bewaffneten Arbeiters (Fegyvert fogó munkás), erschaffen 1959 von István Tar

## Sehenswürdigkeiten
- Die Burg von Salgó, sechs Kilometer nordöstlich
- Römisch-katholische Kirche vom 18. Jahrhundert, Barockstil
- Unterirdisches Grubenmuseum, das einzige in Ungarn
- Historisches Museum von Nógrád
- Karancs-Höhe
- Statue von Miklós Radnóti, erschaffen 1970 von Imre Varga

## Söhne und Töchter der Stadt
- Géza Kiss (1882–1952), Schwimmer
- Ferenc Zenthe (1920–2006), Schauspieler, Ehrenbürger der Stadt
- Árpád Fekete (1921–2012), Fußballspieler und Trainer
- Ferenc Szojka (1931–2011), Fußballspieler
- István Gaál (1933–2007), Filmregisseur, Kameramann und Fotograf
- Ottó Prouza (1933–2021), Volleyballspieler und Olympiateilnehmer
- Magdolna Komka (1949–2024), Hochspringerin
- Ferenc Snétberger (* 1957), Jazz-Gitarrist, Ehrenbürger der Stadt
- Peter Gritz (* 1958), Schlagzeuger
- Gréta Hadfi (* 2001), Handballspielerin